# Emil Sajfutdinow

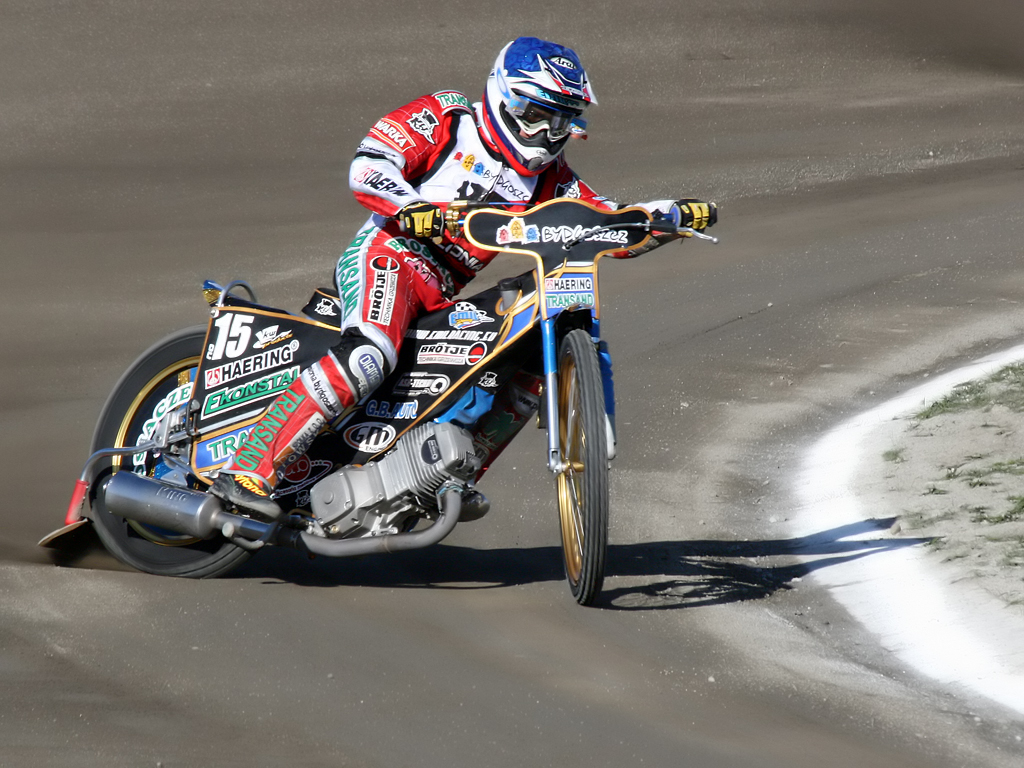
Sajfutdinow w 2009 roku podczas spotkania z toruńskim Unibaksem

Emil Damirowicz Sajfutdinow (ros. Эмиль Дамирович Сайфутдинов, ur. 26 października 1989 w Saławacie) – rosyjski żużlowiec pochodzenia tatarskiego, posiadający również polskie obywatelstwo.
Trzykrotny zwycięzca Speedway of Nations z reprezentacją Rosji (2018, 2019 i 2020). Brązowy medalista Grand Prix na żużlu w sezonach 2009, 2019 i 2021 – jest jednym z nielicznych zawodników, którzy zdobywali medal IMŚ na żużlu w trzech różnych dekadach.

## Życiorys

### Kariera sportowa

#### Do 2008
Wychowanek Triumfu Nowosybirsk. W lidze rosyjskiej zadebiutował w 2005 roku w barwach klubu Mega–Łada Togliatti. Pierwszy sezon startów zakończył ze średnią biegową wynoszącą 2,271, a jego drużyna wygrała całe rozgrywki. W lidze polskiej startuje od 2006 r., a do startów w Polonii Bydgoszcz polecił go Andreas Jonsson, który podczas jednego z meczów w lidze rosyjskiej miał poważne trudności, aby wyprzedzić młodego Rosjanina (ostatecznie spowodował jego upadek – za co niesłusznie z biegu wykluczony został Sajfutdinow – i to spowodowało, że zapamiętał jego nazwisko). Od sezonu 2007 do 2012 w Polonii Bydgoszcz startował na kontrakcie zawodowym, a jego menedżerem był Bogdan Sawarski (były prezes BTŻ Polonia, obecnie niezwiązany z władzami bydgoskiego żużla), a mechanikiem Tomasz Suskiewicz (były mechanik m.in. Tony Rickardssona i Tomasza Golloba). Po przejściu do polskiego klubu nie mógł porozumieć się z macierzystą Mega-Łada Togliatti. Zaowocowało to jego absencją w rozgrywkach międzynarodowych, a także brakiem możliwości obrony tytułu indywidualnego mistrza Rosji juniorów. Do rosyjskiej ligi powrócił po rocznej przerwie w 2007. W tym samym roku pierwszy raz w karierze reprezentował Rosję w drużynowym pucharze świata.
9 września 2007 na torze w Ostrowie Wielkopolskim zdobył tytuł Indywidualnego Mistrza Świata Juniorów. W trakcie zawodów dwukrotnie pobił rekord ostrowskiego toru (64,18 s).
5 października 2008 na torze w Pardubicach obronił tytuł Indywidualnego Mistrza Świata Juniorów jako pierwszy w historii.

#### Lata 2009–2012
25 kwietnia 2009 w debiucie wygrał turniej Grand Prix w Pradze, zostając drugim w historii żużlowcem (po Tomaszu Gollobie), któremu udało się tego dokonać. Jednocześnie został najmłodszym stałym żużlowcem cyklu GP (mając w chwili pierwszego startu w zawodach 19 lat i 181 dni). W marcu 2009 żużlowiec otrzymał polskie obywatelstwo. Rok później zdobył też polską licencje żużlową. Nie miało to jednak żadnego wpływu na kraj, który reprezentował w zawodach międzynarodowych – cały czas występuje w nich jako Rosjanin.
Z reprezentacją Rosji zajął trzecie miejsce w drużynowym pucharze świata 2012. Sajfutdinow zdobył 17 punktów będąc tym samym niekwestionowanym liderem swojej drużyny. Był to pierwszy medal DMŚ dla tego kraju od czasów Związku Radzieckiego. Po sezonie 2012 po raz pierwszy zmienił klub w polskiej lidze. Po 7 latach reprezentowania drużyny z Bydgoszczy podpisał roczny kontakt z Włókniarzem Częstochowa. Wraz ze swoim rodakiem Grigorijem Łagutą stał się liderem częstochowskiej drużyny. W meczu wyjazdownym w Lesznie i Bydgoszczy zawody zakończył z kompletem 15 punktów prowadząc swoją drużynę do zwycięstw. Miał 5. miejsce w klasyfikacji najlepszych zawodników Ekstraligi według średniej biegowej (Wyniosła ona 2,260). Nie był jednak sklasyfikowany z powodu zbyt małej ilości odjechanych biegów.

#### Sezon 2013
Stały uczestnik Grand Prix 2013. Przez długi czas zajmował fotel lidera IMŚ, tracąc go po GP Łotwy na rzecz Taia Woffindena. Z powodu odniesionej kontuzji w Toruniu 31 sierpnia 2013 roku w półfinale Ekstraligi zakończył sezon. Oznaczało to dla niego także rezygnację z medalu Indywidualnych Mistrzostw Świata. Dzięki zdobytym punktom przed odniesieniem kontuzji udało mu się utrzymać w cyklu Grand Prix zajmując 6. miejsce. Otrzymał dziką kartę na uczestnictwo w Indywidualnych Mistrzostwach Europy, które w 2013 roku zostały zupełnie odnowione. W momencie odniesienia kontuzji był liderem klasyfikacji generalnej, dzięki wygranym turniejom w Gdańsku i Togliatti. Z powodu kontuzji nie wystąpił w pozostałych dwóch rundach cyklu. Ostatecznie zajął 9. miejsce. 20 listopada 2013 roku ogłosił, że podpisał roczny kontrakt z Unibaxem Toruń.

#### Lata 2014–2018
Z powodu skutków kontuzji odniesionej w 2013 wycofał się ze startów w Grand Prix 2014. Występował natomiast w Indywidualnych mistrzostwach Europy 2014, które wygrał z przewagą sześciu punktów nad drugim Peterem Kildemandem. Od sezonu 2015 jeździł tylko w lidze polskiej (w barwach Unii Leszno) oraz szwedzkiej. Zrezygnował ze startów w lidze rosyjskiej (w latach 2005, 2007–2009 i 2011–2012 zdobywał tytuł mistrzowski tej ligi). Zwyciężył również w Indywidualnych mistrzostwach Europy 2015. Jako pierwszy w historii obronił tytuł mistrzowski. W 2016 ukończył ten cykl na 7. miejscu, jednak tylko z trzypunktową stratą do podium.
W 2017 r. po trzech latach przerwy powrócił do cyklu Grand Prix. 24 czerwca 2017 podczas Grand Prix Danii w Horsens pierwszy raz od prawie czterech lat stanął na podium turnieju GP. W tym samym roku wywalczył drugi w karierze brązowy medal DPŚ.
W sezonie 2018 wrócił do startów w lidze rosyjskiej. Podpisał kontrakt z Turbiną Bałakowo. Zrezygnował natomiast z jazdy w Szwecji. Razem z Artiomem Łagutą i rezerwowym Glebem Czugunowem zdobył złoto Speedway Of Nations 2018.

#### Od 2019
19 maja 2019 w 12. biegu meczu przeciwko Włókniarzowi Częstochowa stał się bohaterem jednej z najbardziej rozpoznawalnych akcji w historii żużla, określonej mianem akcji dekady. Sajfutdinow przez większość wyścigu próbował wyprzedzić prowadzącego przez cały czas Jakuba Miśkowiaka, jadąc po całkowicie zewnętrznej stronie toru, niemal nie prostując motocykla podczas pokonywania łuków. Zwyciężył w tym biegu, na ostatnich metrach przechodząc przed Miśkowiaka.  Rosjanin zdobył za to nagrodę najlepszego wyścigu sezonu 2019 w PGE Ekstralidze. Cały mecz zakończył się wynikiem 31:59 dla Unii Leszno, a Sajfutdinow skończył go z dorobkiem 12 punktów (3,3,3,3,-). 6 lipca 2019 wygrał pierwszą od ponad sześciu lat rundę Grand Prix, a cały cykl ukończył na 3. miejscu. Z reprezentacją Rosji wygrał Speedway of Nations 2019 i obronił tym samym mistrzowski tytuł sprzed roku.
W 2020 trzeci raz z rzędu zdobył złoto Speedway of Nations. Równie dobrze nie wiodło mu się jednak w Grand Prix. Cykl GP 2020 ukończył na 8. miejscu pierwszy raz w karierze nie stając na podium żadnej z rund. Rozgrywki ligowe w Polsce zakończył z najwyższą w dotychczasowej karierze oraz najwyższą w całej Ekstralidze 2020 średnią biegową 2,523. Jest pierwszym Rosjaninem w historii z najwyższą średnią w Ekstralidze.
W wyniku konfliktu z rosyjską federacją nie startował w Speedway of Nations 2021. W Grand Prix 2021 wywalczył trzeci w karierze brązowy medal.
Po sezonie 2021 odszedł z Unii Leszno. W ciągu siedmiu lat startów wywalczył z nią pięć złotych medali drużynowych mistrzostw Polski. 4 listopada 2021 roku ogłosił, że od sezonu 2022 będzie startował w Apatorze Toruń, jednak z powodu inwazji Rosji na Ukrainę rosyjscy zawodnicy zostali zawieszeni przez FIM do odwołania. W sezonie 2023, z powodu posiadania polskiego obywatelstwa, wrócił na polskie tory żużlowe na podstawie polskiej licencji.

### Życie prywatne
Brat Dienisa Sajfutdinowa, również żużlowca.
W 2009 roku otrzymał obywatelstwo polskie. Na co dzień mieszka w Bydgoszczy. Od 2014 żonaty z Wiktorią Sajfutdinową. Od 2015 mają syna Daniiła.

## Starty w Grand Prix (indywidualnych mistrzostwach świata na żużlu)

### Zwycięstwa w poszczególnych zawodachGrand Prix
| Nr | Dzień       | Rok  | Nazwa                        | Miejscowość | Tor                               | Długość toru |
| -- | ----------- | ---- | ---------------------------- | ----------- | --------------------------------- | ------------ |
| 1. | 25 kwietnia | 2009 | Grand Prix Czech             | Praga       | Stadion Markéta                   | 353m         |
| 2. | 30 maja     | 2009 | Grand Prix Szwecji           | Göteborg    | Ullevi (sztuczny tor)             | 404m         |
| 3. | 12 września | 2009 | Grand Prix Słowenii          | Krško       | Stadion Matije Gubca              | 388m         |
| 4. | 20 kwietnia | 2013 | Grand Prix Europy            | Bydgoszcz   | Stadion Polonii                   | 348m         |
| 5. | 4 maja      | 2013 | Grand Prix Szwecji           | Göteborg    | Ullevi (sztuczny tor)             | 404m         |
| 6. | 1 czerwca   | 2013 | Grand Prix Wielkiej Brytanii | Cardiff     | Millennium Stadium (sztuczny tor) | 275m         |
| 7. | 6 lipca     | 2019 | Grand Prix Szwecji           | Hallstavik  | HZ Bygg Arena                     | 289m         |

### Miejsca na podium
| Nr  | Dzień          | Rok  | Nazwa                        | Miejscowość         | Tor                               | Miejsce | Punkty | Biegi           | Zwycięzca              |
| --- | -------------- | ---- | ---------------------------- | ------------------- | --------------------------------- | ------- | ------ | --------------- | ---------------------- |
| 1.  | 25 kwietnia    | 2009 | Grand Prix Czech             | Praga               | Stadion Markéta                   | 1.      | 17     | (2,0,2,3,1,3,6) | —                      |
| 2.  | 30 maja        | 2009 | Grand Prix Szwecji           | Göteborg            | Ullevi (sztuczny tor)             | 1.      | 20     | (0,2,3,3,3,3,6) | —                      |
| 3.  | 12 września    | 2009 | Grand Prix Słowenii          | Krško               | Stadion Matije Gubca              | 1.      | 24     | (3,3,3,3,3,3,6) | —                      |
| 4.  | 24 kwietnia    | 2010 | Grand Prix Europy            | Leszno              | Stadion im. Alfreda Smoczyka      | 3.      | 14     | (3,1,1,3,2,2,2) | Jason Crump            |
| 5.  | 30 kwietnia    | 2011 | Grand Prix Europy            | Leszno              | Stadion im. Alfreda Smoczyka      | 3.      | 14     | (3,3,2,1,1,2,2) | Nicki Pedersen         |
| 6.  | 8 października | 2011 | Grand Prix Polski            | Gorzów Wielkopolski | Stadion im. Edwarda Jancarza      | 3.      | 8      | (0,2,3,3)       | Greg Hancock           |
| 7.  | 11 sierpnia    | 2012 | Grand Prix Włoch             | Terenzano           | Olympia Stadium                   | 2.      | 19     | (3,3,2,2,2,3,4) | Antonio Lindbäck       |
| 8.  | 22 września    | 2012 | Grand Prix Nordyckie         | Vojens              | Speedway Center                   | 3.      | 15     | (1,3,2,3,1,3,2) | Michael Jepsen Jensen  |
| 9.  | 20 kwietnia    | 2013 | Grand Prix Europy            | Bydgoszcz           | Stadion Polonii                   | 1.      | 15     | (2,3,1,2,1,3,3) | —                      |
| 10. | 4 maja         | 2013 | Grand Prix Szwecji           | Göteborg            | Ullevi (sztuczny tor)             | 1.      | 17     | (1,2,3,3,2,3,3) | —                      |
| 11. | 1 czerwca      | 2013 | Grand Prix Wielkiej Brytanii | Cardiff             | Millennium Stadium (sztuczny tor) | 1.      | 14     | (1,1,3,1,3,2,3) | —                      |
| 12. | 3 sierpnia     | 2013 | Grand Prix Włoch             | Terenzano           | Olympia Stadium                   | 3.      | 10     | (0,3,2,1,1,2,1) | Niels Kristian Iversen |
| 13. | 24 czerwca     | 2017 | Grand Prix Danii             | Horsens             | CASA Arena (sztuczny tor)         | 2.      | 14     | (1,2,1,3,3,2,2) | Maciej Janowski        |
| 14. | 26 maja        | 2018 | Grand Prix Czech             | Praga               | Stadion Markéta                   | 3.      | 15     | (3,2,2,3,2,2,1) | Fredrik Lindgren       |
| 15. | 6 października | 2018 | Grand Prix Polski            | Toruń               | Motoarena                         | 3.      | 11     | (2,2,0,1,3,2,1) | Tai Woffinden          |
| 16. | 6 lipca        | 2019 | Grand Prix Szwecji           | Hallstavik          | HZ Bygg Arena                     | 1.      | 17     | (3,3,2,3,1,2,3) | —                      |
| 17. | 21 września    | 2019 | Grand Prix Wielkiej Brytanii | Cardiff             | Millennium Stadium (sztuczny tor) | 2.      | 17     | (3,1,3,3,3,2,2) | Leon Madsen            |
| 18. | 5 października | 2019 | Grand Prix Polski            | Toruń               | Motoarena                         | 2.      | 15     | (3,3,0,3,2,2,2) | Leon Madsen            |
| 19. | 16 lipca       | 2021 | Grand Prix Czech             | Praga               | Stadion Markéta                   | 2.      | 18     | (2,3,2,2,3,3,2) | Maciej Janowski        |
| 20. | 11 września    | 2021 | Grand Prix Danii             | Vojens              | Speedway Center                   | 3.      | 16     | (2,1,3,2,3,2,1) | Artiom Łaguta          |
| 21. | 2 października | 2021 | Grand Prix Polski            | Toruń               | Motoarena                         | 2.      | 18     | (3,3,2,3,1,2,2) | Bartosz Zmarzlik       |

### Punkty w poszczególnych zawodachGrand Prix
| Sezon 2009                   |                       |                                 |                                 |                                |                                 |                                 |                                 |                                |                          |                                 |                          |         |         |         |         |         |         |         |         |         |         |        |        |        |        |        |        |        |        |        |        |        |        |        |        |
| GP Czech – Praga             | GP Europy – Leszno    | GP Szwecji – Göteborg           | GP Danii – Kopenhaga            | GP Wielkiej Brytanii – Cardiff | GP Łotwy – Dyneburg             | GP Skandynawii – Målilla        | GP Nordyckie – Vojens           | GP Słowenii – Krško            | GP Włoch – Terenzano     | GP Polski – Bydgoszcz           | miejsce                  | miejsce | miejsce | miejsce | miejsce | miejsce | miejsce | miejsce | miejsce | miejsce | miejsce | punkty | punkty | punkty | punkty | punkty | punkty | punkty | punkty | punkty | punkty | punkty |        |        |        |
| 17                           | 9                     | 20                              | 14                              | 7                              | 10                              | 5                               | 14                              | 24                             | 11                       | 8                               |                          |         |         |         |         |         |         |         |         |         |         | 139    | 139    | 139    | 139    | 139    | 139    | 139    | 139    | 139    | 139    | 139    |        |        |        |
| Sezon 2010                   |                       |                                 |                                 |                                |                                 |                                 |                                 |                                |                          |                                 |                          |         |         |         |         |         |         |         |         |         |         |        |        |        |        |        |        |        |        |        |        |        |        |        |        |
| GP Europy – Leszno           | GP Szwecji – Göteborg | GP Czech – Praga                | GP Danii – Kopenhaga            | GP Polski – Toruń              | GP Wielkiej Brytanii – Cardiff  | GP Skandynawii – Målilla        | GP Chorwacji – Gorican          | GP Nordyckie – Vojens          | GP Włoch – Terenzano     | GP Polski – Bydgoszcz           | miejsce                  | miejsce | miejsce | miejsce | miejsce | miejsce | miejsce | miejsce | miejsce | miejsce | miejsce | punkty | punkty | punkty | punkty | punkty | punkty | punkty | punkty | punkty | punkty | punkty |        |        |        |
| 14                           | 8                     | 5                               | –                               | –                              | –                               | 6                               | –                               | –                              | –                        | –                               | 15                       | 15      | 15      | 15      | 15      | 15      | 15      | 15      | 15      | 15      | 15      | 33     | 33     | 33     | 33     | 33     | 33     | 33     | 33     | 33     | 33     | 33     |        |        |        |
| Sezon 2011                   |                       |                                 |                                 |                                |                                 |                                 |                                 |                                |                          |                                 |                          |         |         |         |         |         |         |         |         |         |         |        |        |        |        |        |        |        |        |        |        |        |        |        |        |
| GP Europy – Leszno           | GP Szwecji – Göteborg | GP Czech – Praga                | GP Danii – Kopenhaga            | GP Wielkiej Brytanii – Cardiff | GP Włoch – Terenzano            | GP Skandynawii – Målilla        | GP Polski – Toruń               | GP Nordyckie – Vojens          | GP Chorwacji – Gorican   | GP Polski – Gorzów Wielkopolski | miejsce                  | miejsce | miejsce | miejsce | miejsce | miejsce | miejsce | miejsce | miejsce | miejsce | miejsce | punkty | punkty | punkty | punkty | punkty | punkty | punkty | punkty | punkty | punkty | punkty |        |        |        |
| 14                           | 8                     | 6                               | 7                               | 13                             | 11                              | 13                              | 7                               | 9                              | 10                       | 8                               | 6                        | 6       | 6       | 6       | 6       | 6       | 6       | 6       | 6       | 6       | 6       | 106    | 106    | 106    | 106    | 106    | 106    | 106    | 106    | 106    | 106    | 106    |        |        |        |
| Sezon 2012                   |                       |                                 |                                 |                                |                                 |                                 |                                 |                                |                          |                                 |                          |         |         |         |         |         |         |         |         |         |         |        |        |        |        |        |        |        |        |        |        |        |        |        |        |
| GP Nowej Zelandii – Auckland | GP Europy – Leszno    | GP Czech – Praga                | GP Szwecji – Göteborg           | GP Danii – Kopenhaga           | GP Polski – Gorzów Wielkopolski | GP Chorwacji – Gorican          | GP Włoch – Terenzano            | GP Wielkiej Brytanii – Cardiff | GP Skandynawii – Målilla | GP Nordyckie – Vojens           | GP Polski – Toruń        | miejsce | miejsce | miejsce | miejsce | miejsce | miejsce | miejsce | miejsce | miejsce | miejsce | punkty | punkty | punkty | punkty | punkty | punkty | punkty | punkty | punkty | punkty |        |        |        |        |
| 8                            | 7                     | 10                              | 12                              | 11                             | 10                              | 7                               | 19                              | 12                             | 11                       | 15                              | 11                       | 5       | 5       | 5       | 5       | 5       | 5       | 5       | 5       | 5       | 5       | 133    | 133    | 133    | 133    | 133    | 133    | 133    | 133    | 133    | 133    |        |        |        |        |
| Sezon 2013                   |                       |                                 |                                 |                                |                                 |                                 |                                 |                                |                          |                                 |                          |         |         |         |         |         |         |         |         |         |         |        |        |        |        |        |        |        |        |        |        |        |        |        |        |
| GP Nowej Zelandii – Auckland | GP Europy – Bydgoszcz | GP Szwecji – Göteborg           | GP Czech – Praga                | GP Wielkiej Brytanii – Cardiff | GP Polski – Gorzów Wielkopolski | GP Danii – Kopenhaga            | GP Włoch – Terenzano            | GP Łotwy – Dyneburg            | GP Słowenii – Krško      | GP Skandynawii – Solna          | GP Polski – Toruń        | miejsce | miejsce | miejsce | miejsce | miejsce | miejsce | miejsce | miejsce | miejsce | miejsce | punkty | punkty | punkty | punkty | punkty | punkty | punkty | punkty | punkty | punkty |        |        |        |        |
| 6                            | 15                    | 17                              | 17                              | 14                             | 15                              | 13                              | 10                              | 7                              | –                        | –                               | –                        | 6       | 6       | 6       | 6       | 6       | 6       | 6       | 6       | 6       | 6       | 114    | 114    | 114    | 114    | 114    | 114    | 114    | 114    | 114    | 114    |        |        |        |        |
| Sezon 2017                   |                       |                                 |                                 |                                |                                 |                                 |                                 |                                |                          |                                 |                          |         |         |         |         |         |         |         |         |         |         |        |        |        |        |        |        |        |        |        |        |        |        |        |        |
| GP Słowenii – Krško          | GP Polski – Warszawa  | GP Łotwy – Dyneburg             | GP Czech – Praga                | GP Danii – Horsens             | GP Wielkiej Brytanii – Cardiff  | GP Szwecji – Målilla            | GP Polski – Gorzów Wielkopolski | GP Niemiec – Teterow           | GP Sztokholmu – Solna    | GP Polski – Toruń               | GP Australii – Melbourne | miejsce | miejsce | miejsce | miejsce | miejsce | miejsce | miejsce | miejsce | miejsce | miejsce | punkty | punkty | punkty | punkty | punkty | punkty | punkty | punkty | punkty | punkty |        |        |        |        |
| 12                           | 6                     | 13                              | 2                               | 14                             | 11                              | 10                              | 11                              | 11                             | 12                       | 7                               | 8                        | 6       | 6       | 6       | 6       | 6       | 6       | 6       | 6       | 6       | 6       | 117    | 117    | 117    | 117    | 117    | 117    | 117    | 117    | 117    | 117    |        |        |        |        |
| Sezon 2018                   |                       |                                 |                                 |                                |                                 |                                 |                                 |                                |                          |                                 |                          |         |         |         |         |         |         |         |         |         |         |        |        |        |        |        |        |        |        |        |        |        |        |        |        |
| GP Polski – Warszawa         | GP Czech – Praga      | GP Danii – Horsens              | GP Szwecji – Hallstavik         | GP Wielkiej Brytanii – Cardiff | GP Skandynawii – Målilla        | GP Polski – Gorzów Wielkopolski | GP Słowenii – Krško             | GP Niemiec – Teterow           | GP Polski – Toruń        | miejsce                         | miejsce                  | miejsce | miejsce | miejsce | miejsce | miejsce | miejsce | miejsce | miejsce | miejsce | miejsce | punkty | punkty | punkty | punkty | punkty | punkty | punkty | punkty | punkty | punkty | punkty | punkty |        |        |
| 8                            | 15                    | 11                              | 14                              | 8                              | 6                               | 3                               | 5                               | 8                              | 11                       | 8                               | 8                        | 8       | 8       | 8       | 8       | 8       | 8       | 8       | 8       | 8       | 8       | 89     | 89     | 89     | 89     | 89     | 89     | 89     | 89     | 89     | 89     | 89     | 89     |        |        |
| Sezon 2019                   |                       |                                 |                                 |                                |                                 |                                 |                                 |                                |                          |                                 |                          |         |         |         |         |         |         |         |         |         |         |        |        |        |        |        |        |        |        |        |        |        |        |        |        |
| GP Polski – Warszawa         | GP Słowenii – Krško   | GP Czech – Praga                | GP Szwecji – Hallstavik         | GP Polski – Wrocław            | GP Skandynawii – Målilla        | GP Niemiec – Teterow            | GP Danii – Vojens               | GP Wielkiej Brytanii – Cardiff | GP Polski – Toruń        | miejsce                         | miejsce                  | miejsce | miejsce | miejsce | miejsce | miejsce | miejsce | miejsce | miejsce | miejsce | miejsce | punkty | punkty | punkty | punkty | punkty | punkty | punkty | punkty | punkty | punkty | punkty | punkty |        |        |
| 6                            | 13                    | 11                              | 17                              | 14                             | 7                               | 10                              | 16                              | 17                             | 15                       |                                 |                          |         |         |         |         |         |         |         |         |         |         | 126    | 126    | 126    | 126    | 126    | 126    | 126    | 126    | 126    | 126    | 126    | 126    |        |        |
| Sezon 2020                   |                       |                                 |                                 |                                |                                 |                                 |                                 |                                |                          |                                 |                          |         |         |         |         |         |         |         |         |         |         |        |        |        |        |        |        |        |        |        |        |        |        |        |        |
| GP Polski – Wrocław          | GP Polski – Wrocław   | GP Polski – Gorzów Wielkopolski | GP Polski – Gorzów Wielkopolski | GP Czech – Praga               | GP Czech – Praga                | GP Polski – Toruń               | GP Polski – Toruń               | miejsce                        | miejsce                  | miejsce                         | miejsce                  | miejsce | miejsce | miejsce | miejsce | miejsce | miejsce | miejsce | miejsce | miejsce | miejsce | punkty | punkty | punkty | punkty | punkty | punkty | punkty | punkty | punkty | punkty | punkty | punkty | punkty | punkty |
| 10                           | 5                     | 7                               | 14                              | 14                             | 10                              | 12                              | 9                               | 8                              | 8                        | 8                               | 8                        | 8       | 8       | 8       | 8       | 8       | 8       | 8       | 8       | 8       | 8       | 81     | 81     | 81     | 81     | 81     | 81     | 81     | 81     | 81     | 81     | 81     | 81     | 81     | 81     |
| Sezon 2021                   |                       |                                 |                                 |                                |                                 |                                 |                                 |                                |                          |                                 |                          |         |         |         |         |         |         |         |         |         |         |        |        |        |        |        |        |        |        |        |        |        |        |        |        |
| GP Czech – Praga             | GP Czech – Praga      | GP Polski – Wrocław             | GP Polski – Wrocław             | GP Polski – Lublin             | GP Polski – Lublin              | GP Szwecji – Målilla            | GP Rosji – Togliatti            | GP Danii – Vojens              | GP Polski – Toruń        | GP Polski – Toruń               | miejsce                  | miejsce | miejsce | miejsce | miejsce | miejsce | miejsce | miejsce | miejsce | miejsce | miejsce | punkty | punkty | punkty | punkty | punkty | punkty | punkty | punkty | punkty | punkty | punkty |        |        |        |
| 18                           | 14                    | 14                              | 12                              | 9                              | 12                              | 12                              | 14                              | 16                             | 10                       | 18                              |                          |         |         |         |         |         |         |         |         |         |         | 149    | 149    | 149    | 149    | 149    | 149    | 149    | 149    | 149    | 149    | 149    |        |        |        |

| Statystyki        | Statystyki |
| ----------------- | ---------- |
| Starty            | 98         |
| Zwycięstwa        | 7          |
| Miejsca na podium | 21         |
| Finalista         | 30         |
| Punkty            | 1087       |

## Starty windywidualnych mistrzostwach świata juniorów
- 2007 -  Ostrów Wielkopolski - 1. miejsce - 15 pkt (3,3,3,3,3) →  wyniki
- 2008 -  Pardubice - 1. miejsce - 14 pkt (2,3,3,3,3) →  wyniki

## Starty wdrużynowych mistrzostwach świata

### Drużynowy Puchar Świata
| Sezon | Dzień                   | Miejscowość                                        | Miejsce | Punkty   | Biegi                                  | Reprezentacja | Zwycięzca |
| ----- | ----------------------- | -------------------------------------------------- | ------- | -------- | -------------------------------------- | ------------- | --------- |
| 2007  | 16 lipca 19 lipca       | Coventry (Półfinał) Leszno (Baraż)                 | 6.      | 6 1      | (0,2,2!,w,2) (1,0,0,0,0)               | Rosja         | Polska    |
| 2008  | 12 lipca                | Leszno (Półfinał)                                  | 6.      | 14       | (2,2,2,2,6!)                           | Rosja         | Dania     |
| 2009  | 11 lipca 18 lipca       | Vojens (Półfinał) Leszno (Finał)                   | 4.      | 14 18    | (2,3,3,3,3) (2,2,6!,3,2,3)             | Rosja         | Polska    |
| 2011  | 14 lipca                | Gorzów Wielkopolski (Baraż)                        | 5.      | 19       | (2,3,3,2,6!,3)                         | Rosja         | Polska    |
| 2012  | 7 lipca 14 lipca        | Bydgoszcz (Półfinał) Målilla (Finał)               | 3.      | 16 17    | (3,3,3,6!,1) (1,1,3,3,6!,3)            | Rosja         | Dania     |
| 2016  | 23 lipca 29 lipca       | Vojens (Półfinał) Manchester (Baraż)               | 6.      | 18 15    | (3,0,3,3,6!,3) (2,2,6!,3,2)            | Rosja         | Polska    |
| 2017  | 4 lipca 7 lipca 8 lipca | Västervik (Półfinał) Leszno (Baraż) Leszno (Finał) | 3.      | 10 15 11 | (2,3,1,1,3) (3,3,3,3,3) (2,1,3,2!,1,2) | Rosja         | Polska    |

### Speedway of Nations
| Sezon | Dzień               | Miejscowość | Miejsce | Punkty    | Biegi                           | Reprezentacja | Zwycięzca |
| ----- | ------------------- | ----------- | ------- | --------- | ------------------------------- | ------------- | --------- |
| 2018  | 8 czerwca 9 czerwca | Wrocław     | 1.      | 6 8+1+1   | (2,1,0,-,1,2) (2,0,0,2,3,1+1+1) | Rosja         | –         |
| 2019  | 20 lipca 21 lipca   | Togliatti   | 1.      | 17 14+1+3 | (3,3,3,2,3,3) (2,1,3,2,3,3+1+3) | Rosja         | –         |
| 2020  | 17 października     | Lublin      | 1.      | 14        | (4,3,3,4)                       | Rosja         | –         |

## Starty w lidze (szczegółowo)

### Liga rosyjska
| Sezon | Liga          | Klub                | Miejsce | Mecze | Biegi | Punkty | Bonusy | Razem | Śr. bieg.   | Śr. mecz. |
| ----- | ------------- | ------------------- | ------- | ----- | ----- | ------ | ------ | ----- | ----------- | --------- |
| 2005  | Liga rosyjska | Mega-Łada Togliatti | 1.      | b.d.  | b.d.  | b.d.   | b.d.   | b.d.  | 2,271 (14.) | b.d.      |
| 2007  | Liga rosyjska | Mega-Łada Togliatti | 1.      | b.d.  | b.d.  | b.d.   | b.d.   | b.d.  | 2,778 (1.)  | b.d.      |
| 2008  | Liga rosyjska | Mega-Łada Togliatti | 1.      | b.d.  | b.d.  | b.d.   | b.d.   | b.d.  | 2,829 (2.)  | b.d.      |
| 2009  | Liga rosyjska | Turbina Bałakowo    | 1.      | b.d.  | b.d.  | b.d.   | b.d.   | b.d.  | 2,871 (1.)  | b.d.      |
| 2011  | Liga rosyjska | Turbina Bałakowo    | 1.      | b.d.  | b.d.  | b.d.   | b.d.   | b.d.  | 2,613 (3.)  | b.d.      |
| 2012  | Liga rosyjska | Turbina Bałakowo    | 1.      | b.d.  | b.d.  | b.d.   | b.d.   | b.d.  | 2,655 (3.)  | b.d.      |
| 2013  | Liga rosyjska | Saławat Saławat     | 4.      | 1     | 6     | 16     | 0      | 16    | 2,667 (nsk) | 16,00     |
| 2014  | Liga rosyjska | Saławat Saławat     | 4.      | 2     | 7     | 20     | 0      | 20    | 2,857 (2.)  | 10,00     |
| 2018  | Liga rosyjska | Turbina Bałakowo    | 2.      | 2     | 11    | 33     | 0      | 33    | 3,000 (1.)  | 16,50     |
| 2019  | Liga rosyjska | Turbina Bałakowo    | 3.      | 4     | 21    | 58     | 1      | 59    | 2,810 (2.)  | 14,50     |

### Liga polska
| Sezon | Liga       | Klub                  | Miejsce     | Mecze | Biegi | Punkty | Bonusy | Razem | Śr. bieg.   | Śr. mecz. |
| ----- | ---------- | --------------------- | ----------- | ----- | ----- | ------ | ------ | ----- | ----------- | --------- |
| 2006  | Ekstraliga | Polonia Bydgoszcz     | 3.          | 16    | 52    | 63     | 6      | 69    | 1,353 (38.) | 3,94      |
| 2007  | Ekstraliga | Polonia Bydgoszcz     | 8. (spadek) | 9     | 41    | 51     | 9      | 60    | 1,463 (36.) | 5,67      |
| 2008  | 1. liga    | Polonia Bydgoszcz     | 1. (awans)  | 19    | 99    | 231    | 20     | 251   | 2,535 (3.)  | 12,16     |
| 2009  | Ekstraliga | Polonia Bydgoszcz     | 6.          | 20    | 106   | 220    | 12     | 232   | 2,189 (9.)  | 11,00     |
| 2010  | Ekstraliga | Polonia Bydgoszcz     | 8. (spadek) | 6     | 21    | 46     | 2      | 48    | 2,286 (nsk) | 7,67      |
| 2011  | 1. Liga    | Polonia Bydgoszcz     | 1. (awans)  | 19    | 89    | 216    | 10     | 226   | 2,539 (2.)  | 11,37     |
| 2012  | Ekstraliga | Polonia Bydgoszcz     | 6.          | 18    | 93    | 198    | 12     | 210   | 2,258 (6.)  | 11,00     |
| 2013  | Ekstraliga | Włókniarz Częstochowa | 4.          | 20    | 77    | 166    | 8      | 174   | 2,260 (5.)  | 10,38     |
| 2014  | Ekstraliga | KS Toruń              | 5.          | 14    | 61    | 127    | 12     | 139   | 2,279 (4.)  | 9,77      |
| 2015  | Ekstraliga | Unia Leszno           | 1.          | 16    | 78    | 154    | 13     | 167   | 2,141 (12.) | 9,63      |
| 2016  | Ekstraliga | Unia Leszno           | 7.          | 7     | 34    | 64     | 5      | 69    | 2,029 (11.) | 9,14      |
| 2017  | Ekstraliga | Unia Leszno           | 1.          | 18    | 91    | 167    | 17     | 184   | 2,022 (12.) | 9,28      |
| 2018  | Ekstraliga | Unia Leszno           | 1.          | 18    | 88    | 182    | 13     | 195   | 2,216 (6.)  | 10,11     |
| 2019  | Ekstraliga | Unia Leszno           | 1.          | 18    | 86    | 194    | 9      | 203   | 2,361 (3.)  | 10,78     |
| 2020  | Ekstraliga | Unia Leszno           | 1.          | 18    | 88    | 206    | 16     | 222   | 2,523 (1.)  | 11,44     |
| 2021  | Ekstraliga | Unia Leszno           | 4.          | 18    | 87    | 258    | 12     | 170   | 1,954 (14.) | 8,78      |
| 2023  | Ekstraliga | KS Toruń              | 3.          | 20    | 106   | 252    | 7      | 259   | 2,443 (2.)  | 12,6      |
| 2024  | Ekstraliga | KS Toruń              | 3.          | 19    | 89    | 186    | 9      | 195   | 2,191 (6.)  | 10,94     |

### Liga szwedzka
| Sezon | Liga       | Klub             | Miejsce      | Mecze | Biegi | Punkty | Bonusy | Razem | Śr. bieg.   | Śr. mecz. |
| ----- | ---------- | ---------------- | ------------ | ----- | ----- | ------ | ------ | ----- | ----------- | --------- |
| 2007  | Elitserien | Masarna Avesta   | 5.           | b.d.  | b.d.  | b.d.   | b.d.   | b.d.  | 1,545 (33.) | b.d.      |
| 2008  | Elitserien | Masarna Avesta   | 10. (spadek) | b.d.  | b.d.  | b.d.   | b.d.   | b.d.  | 1,837 (22.) | b.d.      |
| 2009  | Elitserien | Piraterna Motala | 7.           | b.d.  | b.d.  | b.d.   | b.d.   | b.d.  | 2,000 (12.) | b.d.      |
| 2010  | Elitserien | Piraterna Motala | 4.           | b.d.  | b.d.  | b.d.   | b.d.   | b.d.  | 2,200 (nsk) | b.d.      |
| 2012  | Elitserien | Elit Vetlanda    | 1.           | 14    | 64    | 108    | 13     | 121   | 1,891 (14.) | 7,71      |
| 2013  | Elitserien | Indianerna Kumla | 5.           | 4     | 18    | 25     | 6      | 31    | 1,722 (nsk) | 6,25      |
| 2014  | Elitserien | Elit Vetlanda    | 1.           | 13    | 53    | 92     | 8      | 100   | 1,887 (13.) | 7,08      |
| 2015  | Elitserien | Elit Vetlanda    | 1.           | 13    | 58    | 141    | 8      | 149   | 2,569 (1.)  | 10,85     |
| 2016  | Elitserien | Elit Vetlanda    | 6.           | 3     | 15    | 28     | 1      | 29    | 1,933 (nsk) | 9,33      |
| 2017  | Elitserien | Piraterna Motala | 8. (spadek)  | 14    | 71    | 117    | 10     | 127   | 1,789 (23.) | 8,36      |

### Liga duńska
| Sezon | Liga                | Klub       | Miejsce | Śr. bieg.   |
| ----- | ------------------- | ---------- | ------- | ----------- |
| 2009  | Dansk Speedway Liga | VSK Vojens | 5.      | 2,692 (3.)  |
| 2010  | Dansk Speedway Liga | VSK Vojens | 3.      | 2,167 (nsk) |

### Liga ukraińska
| Sezon | Liga           | Klub               | Miejsce | Śr. bieg.  |
| ----- | -------------- | ------------------ | ------- | ---------- |
| 2010  | Liga ukraińska | Turbina Bałakowo 1 | 1.      | 2,889 (1.) |

1 W 2010 r. Turbina Bałakowo oprócz startów w lidze rosyjskiej, występowała również w lidze Ukraińskiej.

### Liga brytyjska
| Sezon | Liga         | Klub          | Miejsce | Śr. bieg.   |
| ----- | ------------ | ------------- | ------- | ----------- |
| 2011  | Elite League | Coventry Bees | 5.      | 2,070 (14.) |

### Liga czeska
| Sezon | Liga      | Klub     | Miejsce | Śr. bieg.  |
| ----- | --------- | -------- | ------- | ---------- |
| 2011  | Extraliga | AK Slaný | 4.      | 2,143 (8.) |

## Pozostałe osiągnięcia
| Sezon | Miejsce   | Msc | Pkt                                             | Biegi                                           |       |
| ----- | --------- | --- | ----------------------------------------------- | ----------------------------------------------- | ----- |
| 2007  | Abensberg | 8   | 3. miejsce w półfinale 12 punktów (3,2,2,2,1,2) | 3. miejsce w półfinale 12 punktów (3,2,2,2,1,2) | Rosja |

| Sezon | Miejsce | Msc | Pkt                                                               | Biegi                                                             |       |
| ----- | ------- | --- | ----------------------------------------------------------------- | ----------------------------------------------------------------- | ----- |
| 2005  | Mšeno   |     | awans do finału (wykluczony z udziału z uwagi na zbyt młody wiek) | awans do finału (wykluczony z udziału z uwagi na zbyt młody wiek) | Rosja |

### Mistrzostwa Rosji Par
- 2005 (z Mega-Ładą Togliatti) – 1. miejsce
- 2007 (z Mega-Ładą Togliatti) – 3. miejsce

### Indywidualne Mistrzostwa Rosji Juniorów
- 2005 – 1. miejsce
- 2007 – 2. miejsce

### Indywidualne Mistrzostwa Rosji
- 2008 – 2. miejsce

### Turniej o Koronę Bolesława Chrobrego - Pierwszego Króla Polski
- 2011 – 1. miejsce

### Memoriał Alfreda Smoczyka
- 2012 – 1. miejsce
- 2016 – 4. miejsce
- 2019 – 1. miejsce

### Indywidualne Międzynarodowe Mistrzostwa Ekstraligi
- 2014 – 1. miejsce
- 2015 – 5. miejsce
- 2017 – 7. miejsce
- 2018 – 4. miejsce
- 2019 – 7. miejsce
- 2020 – 10. miejsce
- 2021 – 10. miejsce
- 2024 – 9. miejsce
- 2025 – 7. miejsce

### Zlatá Přilba
- 2016 – 1. miejsce